# Hipparchia sardoa
Hipparchia sardoa är en fjärilsart som beskrevs av Arnold Spuler 1908. Hipparchia sardoa ingår i släktet Hipparchia och familjen praktfjärilar. Inga underarter finns listade i Catalogue of Life.